# Hugo Berly
Hugo Nelson Berly Silva (* 31. Dezember 1941 in Santiago de Chile; † 24. Dezember 2009 in Washington, D.C., Vereinigte Staaten) war ein chilenischer Fußballspieler, der mit der Nationalmannschaft seines Heimatlandes an der Fußball-Weltmeisterschaft 1966 teilnahm.

## Karriere

### Verein
Berly begann seine Profikarriere 1960 bei den Santiago Wanderers aus Valparaíso. Mit diesem Klub wurde er 1961 chilenischer Pokalsieger.
1964 schloss er sich dem Hauptstadtverein Audax Italiano an, für den er bis 1970 spielte. Anschließend war er für Unión Española aktiv, wo er seine größten sportlichen Erfolge feierte. 1973 wurde er zum ersten Mal chilenischer Meister. 1975 folgte ein weiterer Meistertitel. Im selben Jahr erreichte er mit Unión das Finale um die Copa Libertadores. Berly bestritt das Hin- und Rückspiel gegen CA Independiente aus Argentinien. Nachdem beide Mannschaften ihre jeweiligen Heimspiele gewonnen hatten, musste die Entscheidung in einem dritten Spiel fallen. Ohne Berly verlor Unión auf neutralem Platz in Asunción mit 0:2. Am Ende der Spielzeit 1975 beendete er seine Spielerkarriere.

### Nationalmannschaft
Ohne zuvor ein Länderspiel bestritten zu haben, wurde Berly von Nationaltrainer Luis Álamos in das chilenische Aufgebot für die Weltmeisterschaft 1966 in England berufen. Während des Turniers wurde er jedoch nicht eingesetzt.
Berly debütierte erst mehr als ein Jahr nach der Weltmeisterschaft im August 1967 in der chilenischen Nationalmannschaft in einem Freundschaftsspiel gegen den Erzrivalen aus Argentinien. Von seinen elf Länderspielen, in denen er ohne Torerfolg blieb, bestritt er allein vier gegen die Albiceleste.
Nach vierjähriger Abwesenheit hatte er 1974 seinen letzten Einsatz im Nationalteam.  Kurz vor der Weltmeisterschaft in Deutschland, für die Chile qualifiziert war, kam er in einem Vorbereitungsspiel gegen Haiti, einem weiteren WM-Teilnehmer, zum Einsatz. Für die Endrunde wurde er jedoch nicht berücksichtigt.

## Erfolge
- Chilenischer Meister: 1973 und 1975
- Chilenischer Pokalsieger: 1961